# Кенебанкпорт (Мејн)
Кенебанкпорт (енгл. Kennebunkport) насељено је место без административног статуса у америчкој савезној држави Мејн.

## Демографија
По попису из 2010. године број становника је 1.238, што је 138 (-10,0%) становника мање него 2000. године.
| Група             | 2000.         | 2010.         |
| Белци             | 1.355 (98,5%) | 1.215 (98,1%) |
| Афроамериканци    | 5 (0,4%)      | 1 (0,1%)      |
| Азијати           | 2 (0,1%)      | 4 (0,3%)      |
| Хиспаноамериканци | 5 (0,4%)      | 11 (0,9%)     |
| Укупно            | 1.376         | 1.238         |